# П'єро Маса
П'єро Даніель Маса Гомес (ісп. Piero Daniel Maza Gómez; 25 жовтня 1984, Сантьяго) — чилійський футбольний арбітр, який обслуговує матчі чилійської Першої ліги з 2014 року. Арбітр ФІФА з 2018 року.

## Суддівська кар'єра
Маса почав судити в чилійській Прімері в сезоні 2014-15. Свій перший матч він відсудив 27 липня 2014 року між командами «Кобресаль» і «Палестіно». 2018 року Маса було включено до списку міжнародних арбітрів ФІФА. 10 квітня того ж року він провів свій перший клубний матч КОНМЕБОЛ матч Кубка Південної Америки між еквадорським клубом «ЛДУ» (Кіто) та болівійським клубом «Гуабіра». Наступного місяця, 24 травня, він провів свій перший матч Кубка Лібертадорес між еквадорським клубом «Емелек» і колумбійським клубом «Санта-Фе». У 2021 році Маса було включено до списку ФІФА як VAR арбітра.
У листопаді 2018 року Маса був призначений арбітром VAR на першому матчі фіналу Кубка Лібертадорес 2018 між аргентинськими клубами «Бока Хуніорс» та «Рівер Плейт». Наступного місяця він виконував цю ж роль на матчі-відповіді фіналу Кубка Південної Америки 2018 між бразильським клубом «Атлетіко Паранаенсе» та колумбійським клубом «Атлеті́ко Хуніо́р». Він знову працював арбітром VAR у фіналі Кубка Лібертадорес між бразильським клубом «Фламенго» та «Рівер Плейт» у листопаді 2019 року,, а також у матчі-відповіді Рекопа Судамерікана 2020 між «Фламенго» та еквадорським клубом «Індепендьєнте дель Вальє». 4 вересня 2021 року Маса обслуговував свій перший великий фінал у Кубку Чилі 2021 між «Коло-Коло» та «Евертоном».
За свою кар'єру Маса працював на багатьох міжнародних турнірах. Перш ніж стати арбітром ФІФА, його було призначено арбітром на чемпіонат Південної Америки U-15 у 2017 році в Аргентині. У 2019 році він працював на молодіжному чемпіонаті Південної Америки у своїй країні, де обслуговував п'ять матчів. Пізніше того ж року Маса судив матчі в Кубку Америки 2019 у Бразилії, де він працював четвертим арбітром та арбітром VAR. Його також було призначено відеоарбітром чемпіонату світу з футболу U-17 у Бразилії 2019 року. Наступного року Маса був арбітром на передолімпійському турнірі КОНМЕБОЛ 2020 у Колумбії, змаганнях для команд до 23 років, де він відсудив три матчі.
Маса також судив матчі національних ліг за межами Чилі. 30 жовтня 2021 року він судив матч у професійній лізі Саудівської Аравії 2021—2022 між «Аль-Файхою» та «Ан-Насром». У березні 2022 року він також був арбітром у матчі перуанської ліги 2022 між «Універсідад Сесар Вальєхо» та «Спорт Бойз».
4 квітня 2022 року Хав'єр Кастрільї, голова Комітету чилійських футбольних арбітрів, звільнив Масу разом з десятьма іншими арбітрами, намагаючись надати більше можливостей молодим рефері. Однак через кілька днів їх усіх поновили через тиск з боку профспілки арбітрів, а Кастрільї, Федерація футболу Чилі, натомість звільнила.
30 травня 2022 року Маса був призначений арбітром на свій перший міжнародний матч на вищому рівні, фіналісіму 2022 року між переможцями Євро-2020 Італією та переможцями Кубка Америки 2021 Аргентиною. Його співвітчизники Крістіан Шиман і Клаудіо Ріос були призначені асистентами.